# Aardvark (Groot-Brittannië)
Aardvark was een Britse progressieve-rockband. De groep genoot begin jaren zeventig bekendheid. De muziek wordt gekenmerkt door synthesizergebruik en het ontbreken van gitaar. Hierdoor was de groep opvallend. Na het aantreden van Paul Kossof en Simon Kirke - voordien respectievelijk gitarist en drummer bij de band Free - ging Aardvark opnamen maken met zanger Dave Skillin, toetsenist Steve Milliner, bassist Stan Aldous en drummer Frank Clark. Eind jaren zeventig hief de groep zich op.